# Albert Pahimi Padacké
Albert Pahimi Padacké (ur. 15 listopada 1966 w Gouin) – czadyjski polityk, kilkukrotny minister, premier Czadu od 13 lutego 2016 do 4 maja 2018 oraz ponownie od 26 kwietnia 2021 do 13 października 2022.

## Życiorys
Ukończył studia z prawa publicznego na Uniwersytecie Ndżameńskim. W latach 90. XX wieku był ministrem finansów, a później ministrem handlu, z której to funkcji został zdymisjonowany przez prezydenta Idrissa Déby'ego w 1997 za nieobecność w pracy podczas nieoczekiwanej wizyty głowy państwa w siedzibie resortu. Od kwietnia do sierpnia 2001 był ministrem górnictwa, energetyki i kopalnictwa naftowego, następnie do lipca 2002 ministrem bez teki. W późniejszych latach pracował jako minister rolnictwa (2005–2007) i sprawiedliwości (2007–2008), potem przeniesiony do resortu łączności, technologii informatycznych i komunikacji. Od 2002 był członkiem parlamentu. Kandydat w wyborach prezydenckich w 2006, otrzymał wówczas 7,82% głosów.
13 lutego 2016 został powołany na stanowisko premiera. 30 kwietnia 2018 parlament uchwalił nową konstytucję wprowadzającą system prezydencki i likwidującą urząd premiera. Zakończył pełnienie funkcji 4 maja 2018.
26 kwietnia 2021 został mianowany przez przewodniczącego Tymczasowej Rady Wojskowej Mahamata Déby'ego Itnę szefem rządu przejściowego. Zajmował stanowisko do 13 października 2022.
13 marca 2024 r. Albert Pahimi Padacké został nominowany przez swoją partię, Narodowe Zjednoczenie na rzecz Demokracji w Czadzie (RNDT-Le Réveil) na kandydata w wyborach prezydenckich zaplanowanych na 6 maja 2024 r..